# Amanda Seyfried
Amanda Michelle Seyfried (Allentown, Pennsylvania, 1985. december 3.–) Golden Globe- és Emmy-díjas amerikai színésznő és énekes.
Leginkább a Mamma Mia! című filmből ismert.

## Fiatalkora és tanulmányai
Amanda Michelle Seyfried 1985. december 3-án született Allentownban (Pennsylvania). Édesanyja Ann Seyfried pszichológus, édesapja Jack Seyfried gyógyszerész. Seyfried többnyire német állampolgár, kisebb mértékben angol, skót-ír és walesi származású. 2003-ban az allentowni William Allen középiskolában végzett, ezután beiratkozott a New York-i Fordham Egyetemere, de nem vett részt, miután felajánlották neki a Bajos csajok egyik főszerepét. Van egy Jennifer Seyfried nevű nővére, aki az orgonán játszó philadelphiai Love City bandának egyik tagja.

## Pályafutása
11 éves korában kezdett modellkedni, majd szerepelt számos szappanoperában (The Guiding Light, All My Children, As the World Turns). 2004-ben megkapta Karen szerepét a Bajos csajok című filmben Lindsay Lohan és Rachel McAdams mellett. Ugyanebben az évben a Veronica Mars című sorozatban is feltűnt, mint Lily Kane. 2005-ben főszerepet kapott a Nine Lives című filmben. Több tévésorozatban is láthatták a nézők epizódszerepekben (Doktor House, CSI, Justice, Law & Order: Special Victims Unit, Wildfire), a Big Love-ban pedig főszereplőként. 2007-ben az Alpha Dog és a Solstice című filmekben játszott.
Az igazi ismertséget a 2008-as Mamma Mia! hozta meg, amelyben Sophie karakterét játszotta, és zenei tehetségét is megmutatta. A Jennifer's Body (Ördög bújt beléd!) című horrorfilmet, melyben Megan Foxszal játszik együtt, 2009 szeptemberében mutatták be Torontóban.
2009-ben szerepet vállalt Julianne Moore oldalán a Chloe című drámában, amelyben a címszereplőt alakította.
2010-ben két mozisikerben is láthattuk, egyik a Dear John (Kedves John!), a másik pedig a Letters to Juliet (Levelek Júliának).
2021-ben nyerte el első Oscar-jelölését a Mank című filmért.

## Média imidzs
Seyfried számos elismerést kapott a People magazintól, amely első helyre rangsorolta egy 2011-es cikkben; 25 szépségből a 25-dik lett. 2009-ben és 2010-ben felkerült a magazin éves szépséglistájára is. Ezenkívül 2012-ben megjelent a "Beautiful at Every Age" cikkben. Seyfried 2008-ban szerepelt a Vanity Fair "Bright Young Hollywood" cikkében, 2010-ben pedig több más színésznővel együtt megjelent a magazin címlapján.

## Magánélete
Seyfried egy ideig szorongásban, obszesszív-kompulzív zavarban és pánikrohamoktól szenvedett. Színpadi lámpaláza is van, és egészen 2015-ig kerülte a mozis produkciókat.
Seyfried randevúzott a Mamma Mia! című film egyik szereplőjével, Dominic Cooperrel 2008 és 2009 között, Justin Long színésszel pedig 2013 és 2015 között. Az utolsó szó társszereplőjével, Thomas Sadoskival 2016 elején kezdett járni. A pár 2016. szeptember 12-én megerősítette eljegyzésüket, és 2017 márciusában, egy privát ceremónián házasodtak össze. Két gyermekük van: egy lány (született 2017 márciusában) és egy fiú (született 2020 szeptemberében).
Seyfried az NGO INARA civil szervezet tagja, amely a konfliktus miatt megsérült menekült gyermekeket segíti azáltal, hogy biztosítja számukra a szükséges kezelést.

## Filmográfia

### Film
| Év   | Cím                          | Eredeti cím                       | Szerep                  | Magyar hang        | Rendező               |
| ---- | ---------------------------- | --------------------------------- | ----------------------- | ------------------ | --------------------- |
| 2004 | Bajos csajok                 | Mean Girls                        | Karen Smith             | Csifó Dorina       | Mark Waters           |
| 2005 |                              | Nine Lives                        | Samantha                |                    | Rodrigo García        |
| 2005 | Amerikai fegyver             | American Gun                      | Mouse                   | Berkes Boglárka    | Aric Avelino          |
| 2006 | Alpha Dog                    | Alpha Dog                         | Julie Beckley           | Molnár Ilona       | Nick Cassavetes       |
| 2008 | Napforduló                   | Solstice                          | Zoe                     |                    | Daniel Myrick         |
| 2008 | Mamma Mia!                   | Mamma Mia!                        | Sophie Sheridan         | Czető Zsanett      | Phyllida Lloyd        |
| 2009 |                              | Boogie Woogie                     | Paige Oppenheimer       |                    | Duncan Ward           |
| 2009 | Ördög bújt beléd             | Jennifer's Body                   | Anita "Needy" Lesnicki  | Bogdányi Titanilla | Karyn Kusama          |
| 2009 | Chloe – A kísértés iskolája  | Chloe                             | Chloe Sweeney           | Csifó Dorina       | Atom Egoyan (1.)      |
| 2010 | Kedves John!                 | Dear John                         | Savannah Lynn Curtis    | Molnár Ilona       | Lasse Hallström       |
| 2010 | Levelek Júliának             | Letters to Juliet                 | Sophie Hall             | Molnár Ilona       | Gary Winick           |
| 2011 | A lány és a farkas           | Red Riding Hood                   | Valerie                 | Csifó Dorina       | Catherine Hardwicke   |
| 2011 |                              | A Bag of Hammers                  | Amanda                  |                    | Brian Crano           |
| 2011 | Lopott idő                   | In Time                           | Sylvia Weis             | Földes Eszter      | Andrew Niccol (1.)    |
| 2012 | A nyomorultak                | Les Misérables                    | Cosette                 | eredeti hangon     | Tom Hooper            |
| 2012 | Elveszett                    | Gone                              | Jill Conway             | Földes Eszter      | Heitor Dhalia         |
| 2013 |                              | Lovelace                          | Linda Lovelace          |                    | Rob Epstein           |
| 2013 | Jeffrey Friedman             | Lovelace                          | Linda Lovelace          |                    |                       |
| 2013 |                              | The End of Love                   | Amanda (cameo)          |                    | Mark Webber           |
| 2013 | A nagy nap                   | The Big Wedding                   | Missy O'Connor          | Czető Zsanett      | Justin Zackham        |
| 2013 | A zöld urai                  | Epic                              | Mary Katherine (hangja) | Törőcsik Franciska | Chris Wedge           |
| 2014 | Hogyan rohanj a veszTEDbe    | A Million Ways to Die in the West | Louise                  | Tompos Kátya       | Seth MacFarlane (1.)  |
| 2014 | A 40 az új 20                | While We're Young                 | Darby Massey            | Czető Zsanett      | Noah Baumbach         |
| 2015 |                              | Unity (dokumentumfilm)            | narrátor                |                    | Shaun Monson          |
| 2015 | Káosz karácsonyra            | Love the Coopers                  | Ruby                    | Czető Zsanett      | Jessie Nelson         |
| 2015 | Pán                          | Pan                               | Mary                    | Kelemen Kata       | Joe Wright            |
| 2015 | Ted 2.                       | Ted 2                             | Samanta L. Jackson      | Földes Eszter      | Seth MacFarlane (2.)  |
| 2015 | Apák és lányaik              | Fathers and Daughters             | Katie Davis             | Földes Eszter      | Gabriele Muccino      |
| 2017 | Az utolsó szó                | The Last Word                     | Anne Sherman            | Molnár Ilona       | Mark Pellington       |
| 2017 |                              | The Clapper                       | Judy                    |                    | Dito Montiel          |
| 2017 | A hitehagyott                | First Reformed                    | Mary Mensana            | Czető Zsanett      | Paul Schrader         |
| 2018 | Gringo                       | Gringo                            | Sunny                   | Czető Zsanett      | Nash Edgerton         |
| 2018 |                              | Anon                              | lány                    |                    | Andrew Niccol (2.)    |
| 2018 | Mamma Mia! Sose hagyjuk abba | Mamma Mia! Here We Go Again       | Sophie Sheridan         | Czető Zsanett      | Ol Parker             |
| 2019 | Ebgondolat                   | The Art of Racing in the Rain     | Eve Swift               | Czető Zsanett      | Simon Curtis          |
| 2020 | Scooby!                      | Scoob!                            | Diána Blake (hangja)    | Hámori Eszter      | Tony Cervone          |
| 2020 |                              | You Should Have Left              | Susanna                 |                    | David Koepp           |
| 2020 | Mank                         | Mank                              | Marion Davies           | Czető Zsanett      | David Fincher         |
| 2021 | Kísértő múlt                 | Things Heard & Seen               | Catherine Claire        | Czető Zsanett      | Shari Springer Berman |
| 2021 | Kísértő múlt                 | Things Heard & Seen               | Catherine Claire        | Czető Zsanett      | Robert Pulcini        |
| 2021 | Egy falatnyi levegő          | A Mouthful of Air                 | Julie Davis             |                    | Amy Koppelman         |
| 2023 |                              | Seven Veils                       | Jeanine                 |                    | Atom Egoyan (2.)      |

Rövidfilmek
- Gypsies, Tramps & Thieves (2006)
- Official Selection (2008)
- Dog Food (2014)
- Holy Moses (2018)

### Televízió

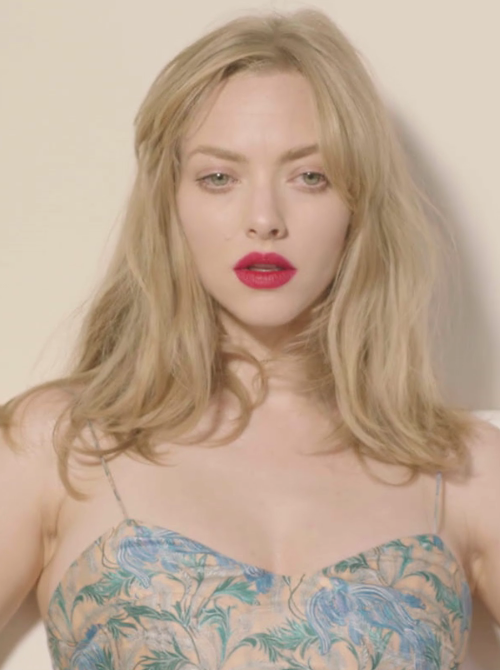
A Vogue 2016-os fotózásán

| Év        | Magyar cím                               | Eredeti cím                       | Szerep                    | Megjegyzés            |
| --------- | ---------------------------------------- | --------------------------------- | ------------------------- | --------------------- |
| 1999–2001 |                                          | As the World Turns                | Lucinda "Lucy" Montgomery | sorozat               |
| 2003      |                                          | All My Children                   | Joni Stafford             | 3 epizód              |
| 2004      | Esküdt ellenségek: Különleges ügyosztály | Law & Order: Special Victims Unit | Tandi McCain              | 1 epizód              |
| 2004–2006 | Veronica Mars                            | Veronica Mars                     | Lilly Kane                | 11 epizód             |
| 2005      | Doktor House                             | House                             | Pam                       | 1 epizód              |
| 2006      | Futótűz                                  | Wildfire                          | Rebecca                   | 5 epizód              |
| 2006      | CSI: A helyszínelők                      | CSI: Crime Scene Investigation    | Lacey Finn                | 1 epizód              |
| 2006      | Igazság                                  | Justice                           | Ann Diggs                 | 1 epizód              |
| 2006–2011 | Hármastársak                             | Big Love                          | Sarah Henrickson          | 44 epizód             |
| 2008      | Amerikai fater                           | American Dad!                     | Amy (hangja)              | 1 epizód              |
| 2014      | Kozmosz: Történetek a világegyetemről    | Cosmos: A Spacetime Odyssey       | Marie Tharp (hangja)      | 1 epizód              |
| 2017      | Twin Peaks                               | Twin Peaks                        | Becky Burnett             | 4 epizód              |
| 2018      | Family Guy                               | Family Guy                        | Ellie (hangja)            | 1 epizód              |
| 2022      | A kibukott                               | The Dropout                       | Elizabeth Holmes          | főszereplő (6 epizód) |
| 2023      | A zsúfolt szoba                          | The Crowded Room                  | Rya Goodwin               | főszereplő            |
| 2024      | A Simpson család                         | The Simpsons                      | Dr. Lori Spivak (hangja)  | 1 epizód              |

## Fordítás
- Ez a szócikk részben vagy egészben  az   Amanda Seyfried című angol Wikipédia-szócikk fordításán alapul.  Az eredeti cikk szerkesztőit annak laptörténete sorolja fel. Ez a jelzés csupán a megfogalmazás eredetét és a szerzői jogokat jelzi, nem szolgál a cikkben szereplő információk forrásmegjelöléseként.